# Olševa
Das Olschewa-Massiv, auch Uschowa (slowenisch: Olševa; ausgesprochen [ˈoːu̯ʃɛʋa]) (1929 Meter), ist ein Bergrücken im östlichen Teil der Karawanken nahe der Grenze zu Österreich. Sein höchster Gipfel, Govca, ist 1929 Meter hoch. Weitere Gipfel entlang des 5 Kilometer langen Bergrückens sind auf der Westseite Obel kamen (Uschowa im engeren Sinn, 1911 Meter), über die die Grenze zwischen Kärnten und Slowenien verläuft, sowie Gladki vrh und Lepi vrh auf der Ostseite.
Etwa 200 Meter unterhalb von Obel kamen liegt auf slowenischem Gebiet die Höhle Potočka zijalka, eine archäologische Stätte aus der Steinzeit. Auf österreichischer Seite liegen auf dem Zustieg vom Remschenigtal die Uschowa Felsentore.